# Begoña Vía Dufresne
Begoña Vía Dufresne Pereña (Barcelona, 13 februari 1971) is een Spaans zeilster.
In 1995 en 1996 werd Vía Dufresne samen met haar partner Theresa Zabell wereldkampioen. In 1996 werden Zabell en Via Dufresne olympisch kampioen.

## Resultaten

### Wereldkampioenschappen
| Jaar | Plaats       | Resultaten |
| ---- | ------------ | ---------- |
| 1995 | Toronto      | 470        |
| 1996 | Porto Alegre | 470        |

### Olympische Zomerspelen
| Jaar | Plaats   | Resultaten |
| ---- | -------- | ---------- |
| 1996 | Savannah | 470        |

1988: Lynne Jewell / Allison Jolly ·
1992: Patricia Guerra / Theresa Zabell ·
1996: Begoña Vía Dufresne / Theresa Zabell ·
2000: Jenny Armstrong / Belinda Stowell ·
2004: Sofia Bekatorou / Aimilia Tsoulfa ·
2008: Elise Rechichi / Tessa Parkinson ·
2012: Jo Aleh / Polly Powrie ·
2016: Saskia Clark / Hannah Mills ·
2020: Hannah Mills / Eilidh McIntyre